# 鳥文齋榮之
鳥文齋榮之（日语：／ Chōbunsai Eishi ?，1756年—1829年8月1日）是江戶時期後期的浮世繪畫師，武家出身，活躍於19世紀仁孝天皇時期，曾經師承狩野典信所屬的榮川院，在當浮世繪繪師時期，以清晰的全身美人畫作品受到歡迎，十二頭身表現出女性的柔美與優雅。此外也創作「肉筆畫」，也就是所謂的親筆畫。清雅的畫風也受到大眾相當的喜愛，多以美人及風景為主題。錦繪的創作則以「青樓藝者撰」「風流七小町」為代表作品。

## 生平
生於家境富裕的藤原氏家族，原名細田時富。1772年因為父親身故而接掌家族事業。
1781年進一步在德川幕府中擔任重要職位。1784年放棄官職轉以繪畫為業，五年後將家業交給養子時田時豐，全然投入藝術創作的行業。

## 創作歷程
雖然無法考證他如何開始學習藝術的，但相對能夠確定的是，一開始他師從「狩野派」的狩野典信（1730年－1790年)，典信號「榮川院」，因此可推測「榮之」一名的由來。除了狩野派，榮之的繪畫也受益「鳥居派」許多。早期的作品多集中於多色套印的版畫，一開始的題材以文學故事如「源氏物語」為主，後來也在美人畫的領域中取得一席之地，並與鳥居清長（1752年－1815年）及喜多川歌麿（1753年－1806年）等重要畫家成為江戶時期畫壇的代表人物。